# Tar-Palantir
Tar-Palantir is een personage uit de boeken over de fictieve wereld Midden-aarde van J.R.R. Tolkien. Hij was de 24e koning van Númenor. Zijn naam betekent "de ver ziende".
Tar-Palantirs vader, Ar-Gimilzôr, was de 23e Koning van Númenor en een groot tegenstander van de Elfen, Valar en Getrouwen. Inzilbêth, de Koningin, was echter in het geheim zelf een Getrouwe, en beïnvloedde de jonge Tar-Palantir sterk. Gimilkhâd, de tweede zoon, was echter precies een zoon van zijn vader, en Ar-Gimilzôr zou hem liever de scepter hebben gegeven als de wet het had toegestaan. Daar Palantir de oudste was, werd hij koning.
Onder Tar-Palantir werden de oude rituelen hervat. De Koning hield weer ceremonies op de Meneltarma (wat onder zijn voorgangers verboden was), en verzorgde de Witte Boom weer. Ook werden Elfentalen weer toegestaan. Hij werd Tar-Palantir genoemd vanwege zijn scherpe blik en zijn voorspellingen die zo nauwkeurig waren dat zelfs zijn tegenstanders hem vreesden. Hij voorspelde dat Númenor ten onder zou gaan als het op deze weg zou voortgaan.
Maar het was tevergeefs: de Valar antwoordden niet omdat de meeste Númenoreanen niet tot inkeer kwamen. Ook werd Gimilkhâd leider van de Partij van de Koning, en kwam het zelfs tot een burgeroorlog in Númenor. De Elfen kwamen niet meer naar Númenor.
Tar-Palantir liet een dochter na, Míriel. Zij zou echter niet in staat zijn zijn werk voort te zetten. Ar-Pharazôn nam haar tegen haar zin tot vrouw en nam de scepter in eigen hand, om uiteindelijk de grootste, machtigste, dwaaste en laatste Koning van Númenor te worden.